# تاناگرا
تاناگرا (یونانی: Τανάγρα) شهری و شهرستانی در شمال آتن در بوئوتیا در یونان است. کرسی شهرداری در شیماتاری است. تاناگرا فاصله چندانی با تبای ندارد و به صنایع دستی آن و تندیسک مشهور است. تاناگرا یک شهر با تاریخچه باستانی مربوط به یونان باستان است.

## جمعیت
| سال  | منطقه | واحد شهری | شهرستان |
| ---- | ----- | --------- | ------- |
| ۱۹۸۱ | ۱٬۰۹۷ | -         | -       |
| ۱۹۹۱ | ۸۴۷   | -         | -       |
| ۲۰۰۱ | ۸۷۱   | ۴٬۱۳۴     | -       |
| ۲۰۱۱ | ۱٬۱۱۷ | ۳٬۸۲۷     | ۱۹٬۴۳۲  |

## پیوند بیرون
پرونده‌های رسانه‌ای مربوط به Tanagra در ویکی‌انبار 